# Mammillaria fittkaui subsp. limonensis
Mammillaria fittkaui subsp. limonensis ist eine Unterart der Pflanzenart Mammillaria fittkaui  aus der Gattung Mammillaria in der Familie der Kakteengewächse (Cactaceae). Das Artepitheton limonensis bedeutet ‚benannt nach dem Fundort in  El Limón, Jalisco, Mexiko.

## Beschreibung
Mammillaria fittkaui subsp. limonensis wächst von der Basis her sich stark verzweigend und bildet dabei kleine Gruppen aus. Die kugeligen bis kurz zylindrischen, graugrünen Triebe werden 4 bis 12 Zentimeter hoch und 3 bis 5 Zentimeter im Durchmesser groß. Die wenig verjüngten und zylindrischen Warzen sind stummelförmig mit abgeflachter Spitze und ohne  Milchsaft. Die Axillen sind mit bis zu 14 Borsten belegt. Die Borsten sind bis zu 1,5 Zentimeter lang. Die 5 bis 8 Mitteldornen sind braun bis schwärzlich mit gelblicher Basis. Sie sind 0,9 bis 1,8 Zentimeter lang; der unterste gehakt. Die 15 bis 20 Randdornen sind gerade, weiß und bis zu 6 Millimeter lang.
Die kurz trichterigen Blüten sind rosa und bis zu 1,2 Zentimeter im Durchmesser groß. Die glänzend scharlachroten Früchte sind keulig. Sie werden 0,8 bis 2 Zentimeter lang und enthalten grob grubig, schwarze Samen.

## Verbreitung  und Systematik
Mammillaria fittkaui subsp. limonensis ist im mexikanischen Bundesstaat in Jalisco verbreitet.
Die Erstbeschreibung als Mammillaria limonensis erfolgte 1985 durch Werner Reppenhagen. Jonas M. Lüthy stellte die Art 1995 als Unterart zur Art Mammillaria fittkaui. Ein nomenklatorisches Synonym ist  Escobariopsis fittkaui subsp. limonensis (Repp.) Doweld (2000).

## Nachweise